# Дом Рязанкиной
Дом Рязанкиной (дом купца Рязанкина) — историческое здание в Павловском Посаде. Объект культурного наследия регионального значения. Расположено на улице Кропоткина, дом 28.

## История
Дом построен в первой половине XIX века, не позднее 1840-х гг., в период формирования застройки города по регулярному плану, по образцовому проекту.

## Архитектура
Дом кирпичный, двухэтажный с подвалом, стены оштукатурены, в плане имеет прямоугольную форму. Цоколь и подоконники белокаменные. Декор главного уличного фасада имеет черты эклектики, прочих фасадов — строгий, ампирный. Во втором этаже по центру главного фасаде лепные пилястры, над ними — деревянный фронтон, что создаёт вид портика. Середина первого этажа при этом выделена штукатуркой «под шубу». Вход в здание устроен в деревянной пристройке со стороны двора. На парадный второй этаж ведёт деревянная лестница. Изначальная планировка этажей одинаковая, впоследствии несколько изменена. С уличной стороны находится небольшая анфилада, центральной части фасада отвечает её зал. В интерьерах сохранились ампирные двери, печи, отделанные белым кафелем с голубой каймой, и карнизы. Полы деревянные, щитовые.
От комплекса городской усадьбы сохранились фрагменты ограды с примыкавшими к дому пилонами ворот по обеим сторонам от дома, а также деревянное здание служб вдоль боковой стороны участка. В части здания служб с широкими воротами, вероятно, располагались каретный сарай и конюшня